# Rørvik
Rørvik – miasto w Norwegii w okręgu Trøndelag w gminie Nærøysund. Do 1 stycznia 2020 była ośrodkiem administracyjnym zlikwidowanej gminy Vikna. Populacja w 2019 roku wynosiła 3204 osoby, zaś gęstość zaludnienia 1723 osoby/km², przy powierzchni miejscowości wynoszącej 1,86 km².
Rørvik leży na Inner-Vikna, jednej z wysp archipelagu Vikna, nad cieśniną Nærøysundet, oddzielającą wyspę od stałego lądu. W miejscowości znajduje się muzeum norweskiego wybrzeża, założone w 1975 roku.
Port lotniczy Rørvik znajduje się kilka kilometrów na południowy zachód od miejscowości. Jest głównym lotniskiem obsługującym archipelag i okolice.